# 解放者革命

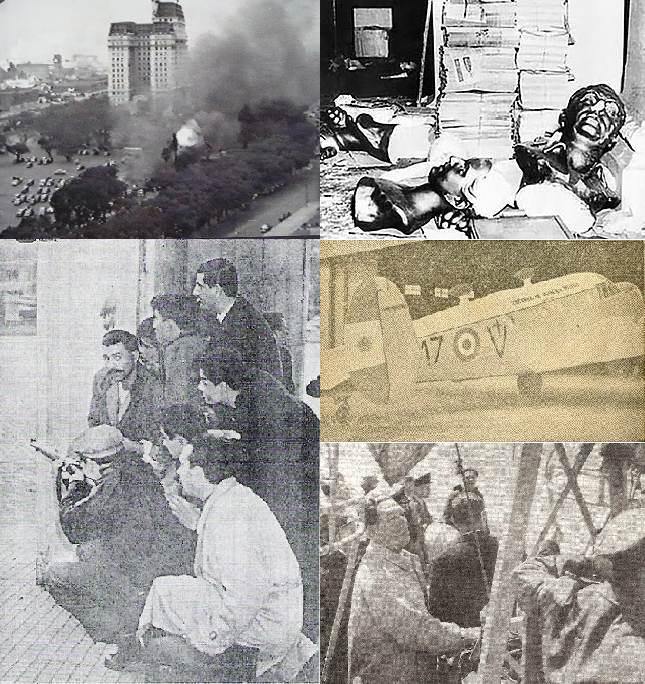
解放者革命

解放者革命是阿根廷於1955年9月16日爆發的軍事政变，总统胡安·裴隆被推翻，阿根廷国会、阿根廷最高法院被解散。 胡安·裴隆逃到巴拉圭尋求庇护。9月23日，爱德华多·洛纳尔迪就任总统，并在玫瑰宫阳台上发表演讲，称“没有胜利者，也没有失败者”。新政權指控庇隆及其追随者犯有叛国罪，而伊娃·裴隆的遗体则被新政权秘密运往意大利米兰的一处墓地安葬。新政权禁止大眾公开提及庇隆或其已故的妻子。德尔福·卡夫雷拉、奥斯瓦尔多·苏亚雷斯等人受到新政权的打壓。正义党也被取締。